# Черевки (Лубенський район)
Черевки́ —  село в Україні, у Новооржицькій селищній громаді Лубенського району Полтавської області. Населення становить 221 осіб.  Колишній орган місцевого самоврядування — Черевківська сільська рада, якій були підпорядковані села Заріччя, Сліпорід і Хорошки.

## Географія
Село Черевки знаходиться на лівому березі річки Сліпорід, за 37 км від райцентру і за 28 км від залізничної ст. Лазірки. Вище за течією на відстані 2,5 км розташоване село Новоселівка, нижче за течією на відстані 1 км розташоване село Хорошки, на протилежному березі - село Сліпорід і Заріччя.

## Історія
Засноване на поч. XVII ст. вихідцями з с. Хорошки. 
За Гетьманщини Черевки входили до 2-ї Лубенської сотні Лубенського полку. 
За генеральним описом Лубенського полку 1729-30 рр. в Черевках було 7 дворів. 1781 рік — 187 хат козаків, казенних селян і підданих братів Скаржинських. Оськільки Черевки лежали на важливому тракті Київ — Полтава, ще з XVII ст. тут містилась поштова станція. 
У 1759 році у селі побудовано першу церкву (1896 рік — зведено нову Воскресенську). 
Зі скасуванням полково-сотенного устрою на Лівобережній Україні село перейшло до Лубенського повіту Київського намісництва.
У 1802 році стає центром Черевківської волості Лубенського повіту Полтавської губернії. За переписом 1859 року у селі налічувалось 112 дворів і 834 жителі. Щороку відбувались 4 ярмарки. 
У 80-ті роки XIX ст. в селі мали маєтності дворяни Курузман-Яценко, і С. Ф. Савченко. Останньому належав і водяний млин. 
На поч. ХХ ст. у Черевках, які разом з хуторами мали 114 дворів і 1313 жителів, діяли двокомплектна школа, поштово-телеграфна станція, пункт поліпшення худоби. 
8 липня 1905 року відбувся страйк робітників економії П. І. Грінчука (хутір Сліпорідський). У 1910 році у Черевках 191 двір та 1126 жителів. 
У 1923 році село Черевки (1241 мешканець) входять до Лубенського, а в 1935-62 роках — до Лазірківського району. 
У 1930 році в селі створено колгосп ім. Петровського. 
Під час німецько-фашистської окупації (вересень 1941 року — вересень 1943 року) гітлерівці вивезли на примусові роботи до Німеччини 83 чоловіки. 
Станом на 1946 рік до Черевківської сільської ради Лазірківського району входили також хутори Загребелля і Сліпорід.
У 1950 році колгоспи Черевківської і Хорошківської сільрад об'єднано в одне господарство — колгосп ім. Чапаєва. 
1963-64 рр. Черевки відносяться до Лубенського, а з 1965 року — до Оржицького району. 
12 червня 2020 року, відповідно до розпорядження Кабінету Міністрів України № 721-р «Про визначення адміністративних центрів та затвердження територій територіальних громад Полтавської області», село увійшло до складу Новооржицької селищної громади.
19 липня 2020 року, в результаті адміністративно - територіальної реформи та ліквідації Оржицького району, село увійшло до складу новоутвореного Лубенського району.